# Нова Весь (Козеницький повіт)
Нова Весь (пол. Nowa Wieś) — село в Польщі, у гміні Козениці Козеницького повіту Мазовецького воєводства.
Населення — 518 осіб (2011).
У 1975-1998 роках село належало до Радомського воєводства.

## Демографія
Демографічна структура станом на 31 березня 2011 року:
|          | Загалом | Допрацездатний вік | Працездатний вік | Постпрацездатний вік |
| -------- | ------- | ------------------ | ---------------- | -------------------- |
| Чоловіки | 238     | 37                 | 166              | 35                   |
| Жінки    | 280     | 50                 | 146              | 84                   |
| Разом    | 518     | 87                 | 312              | 119                  |